# Furnissdale
Furnissdale is een plaats in de regio Peel in West-Australië. Het maakt deel uit van het lokale bestuursgebied (LGA) Shire of Murray, waarvan Pinjarra de hoofdplaats is.
Furnissdale werd vernoemd naar William John Furniss. Furniss bezat er land in de jaren 1929-30. In de jaren 1940 werd het gebied verkaveld waarna het Furnissdale werd genoemd. De 'Shire of Murray' liet de naam in 1968 officialiseren.
In 2021 telde Furnissdale 1.061 inwoners, tegenover 1.129 in 2006.
Het ligt aan de monding van de Serpentine in de 'Peel Inlet', ongeveer 80 kilometer ten zuiden van de West-Australische hoofdstad Perth, 5 kilometer ten zuidoosten van de kuststad Mandurah en een 15 kilometer ten noordoosten van Pinjarra.
Furnissdale heeft een trailerhelling en een gemeenschapscentrum, de 'West Murray Community Hall'. Het natuurreservaat 'Barragup Swamp' maakt deel uit van Furnissdale.
De streek kent een warm mediterraan klimaat, Csa volgens de klimaatclassificatie van Köppen.

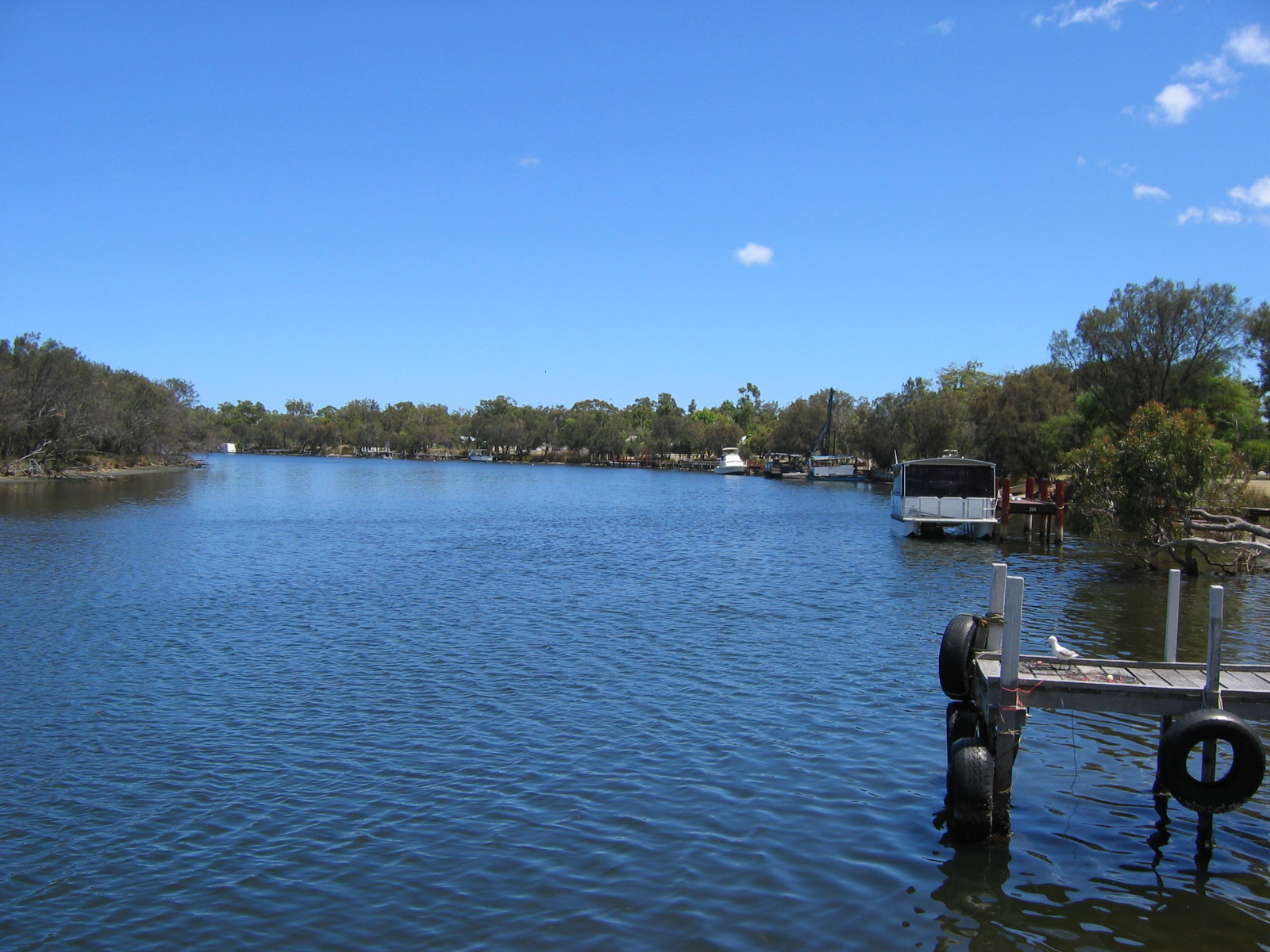
Serpentine
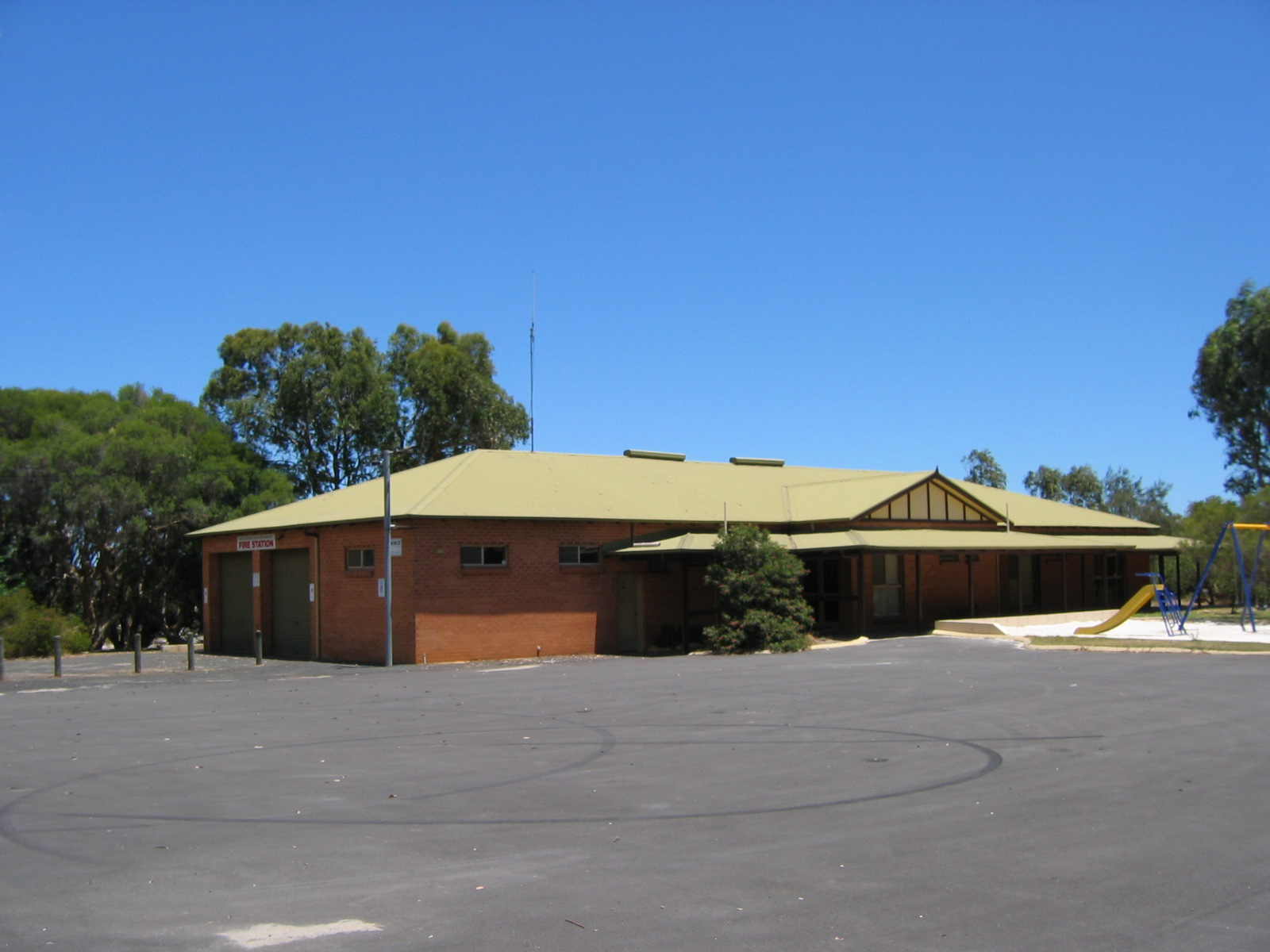
'West Murray Community Hall'
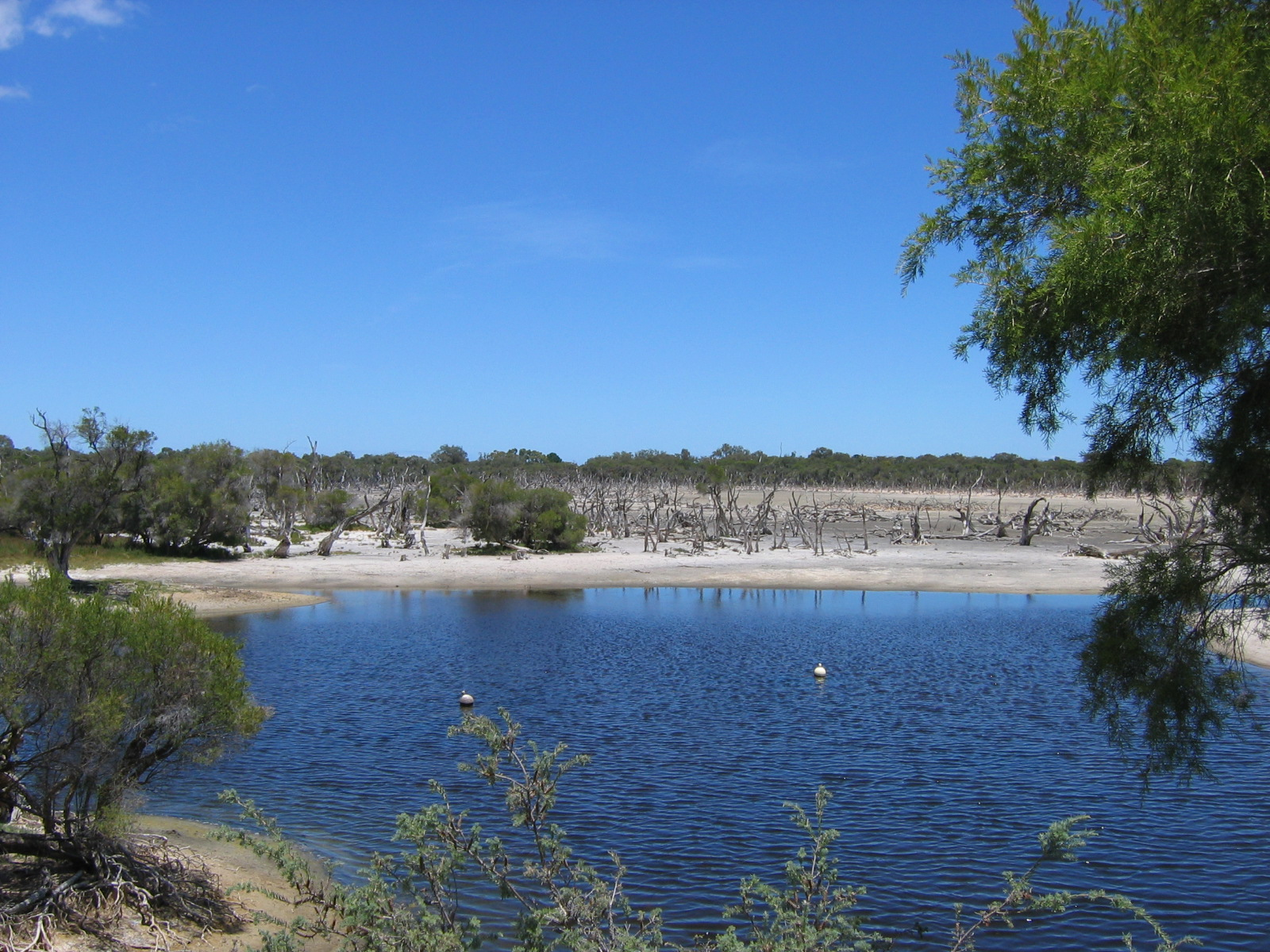
'Barragup Swamp'

Banksiadale · Barragup · Birchmont · Blythewood · Boddington · Bouvard · Carcoola · Chadoora · Clifton · Coodanup · Coolup · Crossman · Dawesville · Dudley Park · Dwellingup · Erskine · Etmilyn · Fairbridge · Falcon · Furnissdale · Greenfields · Halls Head · Hamel · Herron · Holyoake · Inglehope · Kooljerrenup · Lake Clifton · Lakelands · Lower Hotham · Madora Bay · Mandurah · Marradong · Marrinup · Meadow Springs · Meelon · Mount Cooke · Mount Wells · Myara · Nambeelup · Nanga Brook · Nirimba · North Dandalup · North Yunderup · Oakley · Parklands · Pinjarra · Point Grey · Preston Beach · Quindanning · Ranford · Ravenswood · San Remo · Silver Sands · Solus · South Yunderup · Stake Hill · Teesdale · Wagerup · Wannanup · Waroona · West Coolup · West Pinjarra · Whittaker · Wuraming